# NGC 7805
NGC 7805 é uma galáxia lenticular (SB0) localizada na direcção da constelação de Pegasus. Possui uma declinação de +31° 26' 01" e uma ascensão recta de 0 horas, 01 minutos e 26,7 segundos.
A galáxia NGC 7805 foi descoberta em 9 de Outubro de 1790 por William Herschel.